# Dmitrij Grigorovitj
Dmitrij Vasiljevitj Grigorovitj (ryska: Дмитрий Васильевич Григорович), född 19 mars 1822 i Simbirsk, död 22 december 1899 i Sankt Petersburg, var en rysk författare.
Grigorovitj började, delvis påverkad av Charles Dickens, författa med en samling folklivsskildringar i tidens anda, Byn (1846). Med denna och några följande, såsom Anton olycksfågel (1847) och Fiskare (1853) med flera, vann han publikframgångar. Med tiden blev dock hans stil allt mindre uppskattad. Trots briljanta naturscener och allvarliga försök att beskriva mänskligt liv blev de som enhetliga verk mindre uppskattade, och hans författarskap hamnade med tiden allt mer i skuggan av författare som Ivan Turgenjev och andra. Grigorovitjs samlade verk utgavs i tolv band 1896.
Grigorovitj var mentor för författaren och dramatikern Anton Tjechov.